# Eckerd Tennis Open 1981
L'Eckerd Tennis Open 1981 è stato un torneo di tennis giocato sul cemento. È stata la 9ª edizione del torneo, che fa parte del WTA Tour 1981. Si è giocato a Tampa negli Stati Uniti, dal 5 all'11 ottobre 1981.

## Campionesse

### Singolare
Martina Navrátilová ha battuto in finale  Bettina Bunge con il punteggio di 5–7, 6–2, 6–0

### Doppio
Rosemary Casals /  Wendy Turnbull hanno battuto in finale  Martina Navrátilová /  Renáta Tomanová con il punteggio di 6–3, 6–4